# Annemarie Marks-Rocke
Annemarie Marks-Rocke (7 de diciembre de 1901 - 8 de agosto de 2004) fue una actriz y profesora teatral, radiofónica y televisiva de nacionalidad alemana.

## Biografía
Nacida en Mannheim, Alemania, junto a su marido, el actor Eduard Marks, fundó una escuela teatral privada en 1940, que fue el núcleo sobre el que se constituyó en 1950 la Hochschule für Musik und Theater de Hamburgo. Durante más de 30 años, Annemarie Marks-Rocke fue profesora de teatro en esas instituciones. Entre sus alumnos más destacados figuran Ingrid Andree, Margit Carstensen, Kirsten Dene, Peter Striebeck o Isabella Vértes-Schütter, directora del Ernst Deutsch Theater de Hamburgo. 
Sin embargo, Annemarie Marks-Rocke trabajó poco en el cine y en la televisión, siendo uno de sus papeles el de madre del personaje interpretado por Benno Hoffmann en la serie televisiva Trautes Heim. Además, la actriz trabajó como actriz de voz en numerosas producciones radiofónicas. A los 96 años de edad, todavía dio voz a un personaje en la producción radiofónica Die drei ???, en el episodio "Poltergeist".
En 1996, por su contribución a la vida cultural de su país, y con ocasión de su 95 aniversario en la Ciudad Libre y Hanseática de Hamburgo, se le concedió la Medalla Biermann-Ratjen.
Annemarie Marks-Rocke falleció en Hamburgo en el año 2004. Fue enterrada junto a su marido Eduard en el Cementerio Ohlsdorf de esa ciudad.

## Filmografía
- 1965 : Der zerbrochene Krug (TV), de Detlof Krüger
- 1966 : Briefe nach Luzern (TV), de Jürgen Goslar
- 1968 : Vier Stunden von Elbe 1 (TV), de Eberhard Fechner
- 1974 : Nebel (TV), de Korbinian Köberle
- 1990 : Trautes Heim (TV), de Peter Stamm
- 1990 : Der Landarzt (serie TV), episodio Post aus Kanada, de Nicht bekannt
- 1994 : Ärzte (serie TV), episodio Dr. Vogt – Freundschaften, de Ines Anna Krämer
- 1994 : Unsere Hagenbecks (serie TV), episodio Die Rettung der Teddybären, de Nicht bekannt
- 1995 : Großstadtrevier (serie TV), episodio Des Sängers Hund, de Jürgen Roland
- 1996 : Neues vom Süderhof (serie TV), episodio Vorhang auf für Molle, de Monika Zinnenberg
- 1997 : Flitze Feuerzahn (serie TV), de Milos Hlavac
- 1998 : 4 Geschichten über 5 Tote - , de Lars Büchel

## Radio
- 1956 : Am grünen Strand der Spree, dirección de Gert Westphal
- 1958 : Zwei junge Mädchen, dirección de Gert Westphal
- 1958 : Ein Wiedersehen in Brüssel, dirección de Gert Westphal
- 1958 : Ein Geschenk der Vergangenheit (Das alte Klavier), dirección de Gert Westphal
- 1968 : Erste Hilfe, dirección de Otto Düben
- 1968 : Grouselettchen, dirección de Wolfram Rosemann
- 1969 : Die Fünf-Uhr-Marquise, dirección de Otto Düben
- 1969 : Unkraut, dirección de Wolfram Rosemann
- 1970 : Anruf aus London, dirección de Otto Düben
- 1970 : 2000 Bäume, dirección de Otto Düben
- 1971 : Haben Sie eine Katze, Herr Kommissar?, dirección de Manfred Brückner
- 1972 : Haus-Programm, dirección de Günter Guben
- 1977 : Rentenheirat, dirección de Hans Gerd Krogmann
- 1977 : Die Einstellung, in der mich Leonardo küßt, dirección de Günter Guben
- 1978 : Sprechstörungen, dirección de Hans Gerd Krogmann
- 1981 : Kleists Penthesilea, dirección de Günter Bommert
- 1981 : Eine Million für die Katz?, dirección de Hans-Jürgen Ott
- 1983 : Glücklich ist, wer vergisst, dirección de Otto Düben
- 1983 : Zaunkönige, dirección de Bernd Lau
- 1983 : Hausverkauf, dirección de Oswald Döpke
- 1986 : Die Mutter und der Kommissar, dirección de Hans-Jürgen Ott
- 1986 : die Kunst den Schein zu wahren, dirección de Daniele Dell Agli
- 1987 : High Sierra, dirección de Bernd Lau
- 1987 : Die Geschichte vom Zwerg Virgilius, dirección de Charlotte Niemann
- 1987 : Imago-Rekonstruktion eines Verlustes, dirección de Günter Bommert
- 1988 : Tempi passati, dirección de Günter Bommert
- 1989 : Geschäft ist Geschäft, dirección de Otto Düben
- 1990 : Luba, dirección de Jörg Jannings
- 1990 : Der Geschichtenerzähler, dirección de Hans Dieter Schwarze
- 1990 : Annetje Lie in der Tiefe der Nacht, dirección de Charlotte Niemann
- 1991 : Alle meine Tantchen, dirección de Hans Rosenhauer
- 1991 : Der Junge und der Schwan, dirección de Charlotte Niemann
- 1991 : Zukunftsgespräch, dirección de Gottfried von Einem
- 1991 : Alle Lieder lassen sich nicht singen, dirección de Gottfried von Einem
- 1992 : Kriegsfrisur, dirección de Hans Gerd Krogmann
- 1992 : Olé, o weh, Olympia: Ein gemütlicher Abend, dirección de Detlev Ihnken
- 1992 : Das Beefsteak, dirección de Otto Düben
- 1993 : Mord auf der Klappe, dirección de Corinne Frottier
- 1994 : Tintenfisch und Rolli, dirección de Hans Helge Ott
- 1994 : Stimmungsstück / Impromptu für Radio, dirección de Otto Düben
- 1995 : Des Doktors Dilemma, dirección de Otto Düben
- 1996 : Die Alte und der Richter, dirección de Hans Helge Ott
- 1998 : Nebensache und Das Mädchen, das so flüssig war, daß es nur in einem Glas herumlaufen konnte, dirección de Burkhard Schmid